# Théodore Chassériau

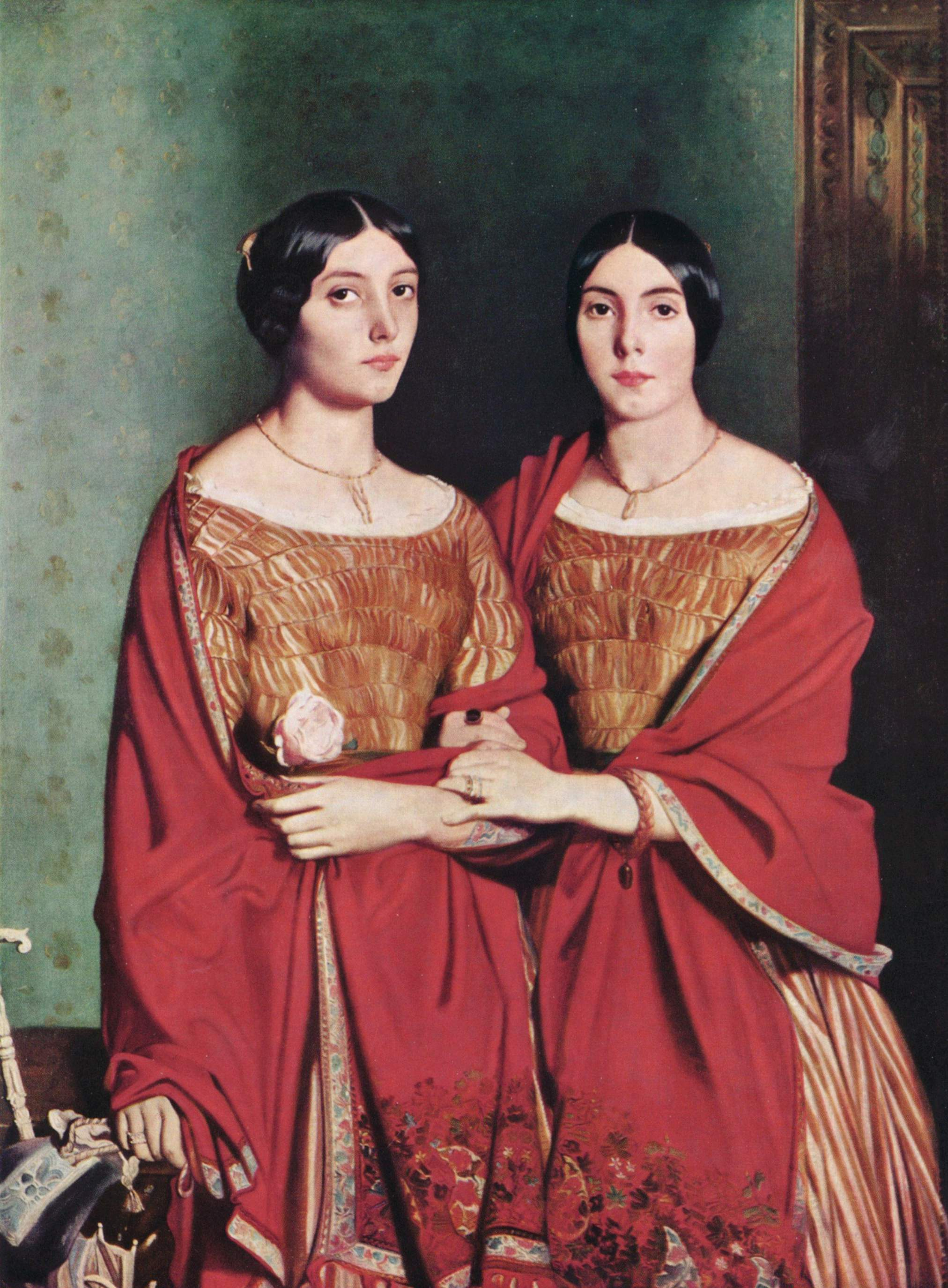
Dwie siostry 1843, Luwr

Théodore Chassériau (wym. [teɔdɔɾə ʃaseɾjo]; ur. 20 września 1819 w Santa Bárbara de Samaná, zm. 8 października 1856 w Paryżu) – francuski malarz romantyczny.

## Biografia
Pierwsze nauki malarstwa pobierał w pracowni Jeana Auguste’a Ingresa w Rzymie, do której został wprowadzony już w jedenastym roku życia. Tam też rozwinął swój warsztat artystyczny pozostając pod dużym wpływem mistrza. Jednak w latach 40. XIX w. zafascynowała go nowatorska twórczość Eugène’a Delacroix.
W tym czasie podejmował próby, nie bez powodzenia, w łączeniu technik obydwu malarzy: klasyczną linię i lekkość kompozycji Ingresa z żywą kolorystyką Delacroix. Za jego najlepsze dzieła tego okresu uważa się alegoryczne przedstawienia Wojny i Pokoju (1844-48), które zakupiło Muzeum Orsay w Paryżu (jednak te zostały zniszczone w czasie pożaru). O dekoracyjności jego prac świadczą liczne obrazy ołtarzowe paryskich kościołów. Czerpał także z twórczości Paula Delaroche, ucząc się od niego przedstawiania tematyki historycznej. Chassériau był uznanym portrecistą, dzięki czemu zdobywał środki do życia. W 1846 r. zebrał odpowiednie fundusze i odbył podróż twórczą do Algierii i Konstantynopola. Namalował wtedy wiele obrazów o tematyce orientalnej. Podróż trwale ukierunkowała tematykę jego twórczości, o czym świadczy późniejsze arcydzieło życia Chassériau Tepidarium w Pompei (1853).
Był nauczycielem Gustava Moreau.